# 林义秀
林义秀（日语：林義秀、はやし よしひで，1891年8月25日—1978年2月5日，第二次世界大战期间日本陆军中将。

## 生平
林出生于和歌山县，1914年毕业于陆军士官学校，1923年毕业于陆军大学校。
在第二次中日战争初期，林被派遣到关东军，参与了南口战役的策划。1938年至1940年，林在日军驻台湾部队服役、擔任過台灣步兵第1聯隊聯隊長。帶領台灣步兵第1聯隊參與過昆仑关战役。
1940年，在入侵东南亚的准备工作中，林被任命为台湾陆军研究部门主管，负责调研在热带地区作战的事宜。1941年，林被晋升为少将。1941年至1942年，林担任了第14方面军副总参谋长。
1943年，林被任命为第54师团团长。5月，被任命为驻缅甸第24独立混成旅旅长。1945年，林被任命为驻缅甸第53师团团长。同年晋升为中将。日本投降后，林被关押在菲律宾马尼拉，接受战争罪调查。1953年7月被释放。

## 脚注
1. ↑  .   [2007-01-19]. （原始内容存档于2002-01-10）. .   [2007-01-19]. （原始内容存档于2007-10-10）. Mentioned in biography of Colonel Masanobu Tsuji
2. ↑  Ammenthorp, The Generals of World War II